# Deluwium
Deluwium (łac. deluvium, wymycie), osad deluwialny – luźny lub słabo spojony osad powstający w wyniku akumulacji (osadzania) drobnych cząstek mineralnych z gleb, glin, lessów, pokryw zwietrzelinowych itp., wypłukanych i zmytych ze stoków przez wody opadowe. Deluwia powstają przez przenoszenie produktów wietrzenia z wyższych do niższych części stoku.